# Noemi (chanteuse)
Veronica Scopelliti communément connue sous le pseudonyme de Noemi (née à Rome le 25 janvier 1982) est une chanteuse, musicienne, auteur-compositeur-interprète et réalisatrice de vidéo Italienne.

## Biographie
Fille aînée d'Armando Scopelliti, travaillant dans l'immobilier et également connu pour être président du Football Club Pro Vasto ainsi que conseiller de Forza Italia à Vasto, et de Stefania Serra, chanteuse amateur; Noemi a une sœur cadette de 18 mois plus jeune, qui est son assistante et sa styliste. À 19 mois, elle fait sa première apparition TV, apparaissant dans un spot Pampers et à un âge précoce elle découvre sa passion pour la musique, encouragée par son père, ex-guitariste dans un groupe, qui voit vite son potentiel. Elle commence à écrire, texte et musique, ses chansons; plus tard s'enregistre à la SIAE (Société Italienne des Auteurs et Éditeurs). Après avoir reçu une éducation classique avec les honneurs, en 2002 elle s'inscrit au laurea DAMS (disciplines des arts, de la musique et du spectacle), faculté Arts et sciences humaines à Université de Rome III, diplômée en 2005 avec les honneurs avec une thèse intitulée Un corpo per Roger Rabbit, écrite avec le rapporteur Vito Zagarrio. Noemi poursuit ses études sur l'histoire du cinéma et de la télévision et s’inscrit aux cours de maîtrise dans la même université.
Pendant sa période à l'université, Noemi a ses premières expériences comme chanteuse, choisit comme pseudonyme Noemi, prénom que sa mère aurait aimé lui donner à la naissance.

## Carrière

### Le début
Noemi en 2003 a commencé à travailler avec Diego Calvetti, compositeur et arrangeur musical; incise certains démos, des reprises Anastacia et Aretha Franklin, et quelques chansons écrites par Francesco Sighieri et Pietro (Pio) Stefanini. En 2006, avec sa sœur, participe à l'enregistrement du vidéo musicale Dimmi come passi le notti de Pier Cortese. Noemi prend part à la comédie théâtral Donna Gabriella e i suoi figli de Gabriele Cirilli. En 2007 la chanteuse participe à la sélection de SanremoLab, est une des douze finalistes, mais elle n'est pas parmi les trois chanteurs qui se rendront au Festival de San Remo 2008. Plus tard elle devient la chanteuse du groupe musical "Bagajajo Brothers".

### X Factor 2 et les premiers succès

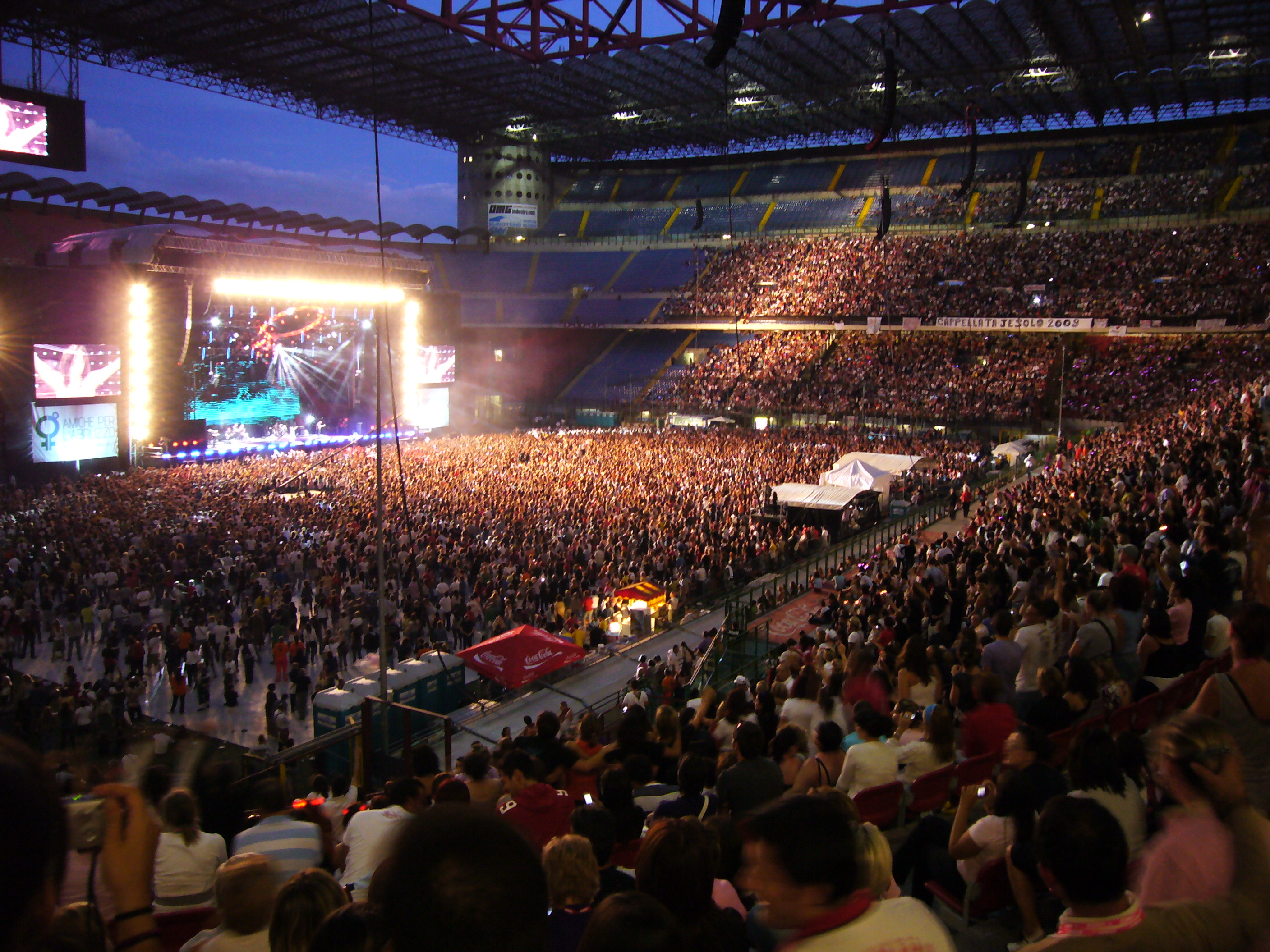
Amiche per l'Abruzzo (Stade Giuseppe-Meazza - 21 juin 2009)

En automne 2008, enregistrée par sa sœur, participe à la deuxième édition italienne de X Factor, dans la catégorie +25 dirigée par Morgan. Au cours du programme joue reprises de différents artistes, obtient une réponse positive du jury et du public. Noemi a terminé cinquième et deuxième dans le Prix de la critique.
Le 10 avril 2009 est publié Briciole, son premier single, qui occupe la deuxième place dans le classement FIMI et la première place dans le classement iTunes; la chanson gagne le disque d'or. Le 24 avril est publié l'EP Noemi, qui occupe la huitième place dans le classement FIMI et la première place dans le classement iTunes; l'EP conquête le disque d'or avec plus de 50 000 exemplaires vendus.
Entre le printemps et l'été de 2009, la chanteuse, en plus de sa tournée Noemi tour, a été occupée avec l'X Factor tour, le TRL - Total Request Live on tour 2009, l'MTV Mobile tour 2009, différentes tournées organisée par des radio, et le Coca Cola Live @ MTV - The Summer Song. Dans cette période, Noemi ouvre un concert de Simply Red.
Le 6 juin, dans l'Arènes de Vérone, Noemi est récompensée avec un Wind Music Award comme le plus prometteur jeune talent italien. Le 21 juin participe à Amiche per l'Abruzzo, concert organisé par Laura Pausini au Stade Giuseppe-Meazza, en faveur de la population touchée par le séisme de 2009 à L'Aquila. Le 19 août participe à "Concerto per Viareggio", concert organisé par Zucchero en faveur de la population touchée par l'accident ferroviaire de Viareggio.
Le 25 juillet au cours du "Premio dei Cavalieri di Malta 2009", Noemi est récompensée comme "Best new music 2009".

### Le premier album:Sulla mia pelle

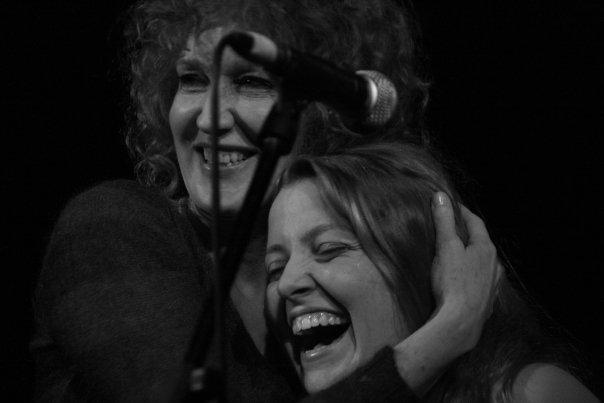
Noemi et Fiorella Mannoia

Le 2 octobre 2009 est publié Sulla mia pelle, l'album occupe la troisième place dans le classement FIMI et la première place dans le classement iTunes. L'album est prévu par single L'amore si odia, en duo avec Fiorella Mannoia. Le single occupe la première place dans le classement FIMI et la première place dans le classement iTunes; L'amore si odia conquête le double disque de platine. Le 19 février 2010 est publiée la réédition de Sulla mia pelle (Deluxe Edition), qui occupe la troisième place dans le classement FIMI et la première place dans le classement iTunes. Après huit mois, l'album est dans la top 10 dans le classement FIMI ; Sulla mia pelle conquiert le double disque de platine avec plus de 140 000 exemplaires vendus.
D'octobre 2009 à janvier 2010 Noemi a été occupée avec Sulla mia pelle tour (partie I). Pendant cette période, chante avec Claudio Baglioni et Gianluca Grignani la chanson Quanto ti voglio. Noemi participe au Concert de Noël sur Rai 1.

### Festival de San Remo 2010:Per tutta la vita
Le 18 décembre 2009 est formalisée la participation de Noemi au Festival de San Remo 2010, dans la section Artistes, avec la chanson Per tutta la vita. Dans la quatrième soirée, les chanteurs interprètent une version modifiée de leur chanson accompagnés par des invités: Noemi est accompagnée par deux membres du Kataklò, un groupe de danseurs. Noemi est finaliste, mais pas dans les trois premiers. Son exclusion du podium cause des mécontentements du public et de l'orchestre, qui lance les scores dans un geste d'opposition. Per tutta la vita rejoint la première place dans le classement FIMI et la première place dans le classement iTunes; est devenue la chanson la plus achetée du Festival de San Remo 2010; la chanson conquête le disque de platine.

### Post San Remo etVertigini
D'avril à octobre 2010, Noemi a été occupée avec Sulla mia pelle tour (partie II). Pendant cette période, poursuit sa collaboration avec Fiorella Mannoia; en effet Noemi participe au Ho imparato a sognare tour de Fiorella Mannoia. La chanteuse, en plus de la participation à plusieurs tournées organisées par des radio, prend la scène avec Vasco Rossi, Patty Pravo, Seal et Stadio.
En mai, est publié le nouveau single Vertigini, qui occupe la première place dans la classement iTunes. La chanteuse reçoit une nomination pour MTV First Lady, attribué par MTV à la popstar féminine de la saison. Le 23 mai, dans l'Arènes de Vérone, Noemi est récompensée avec trois Wind Music Awards: un pour les ventes de l'album Sulla mia pelle, un pour les ventes du single Per tutta la vita, et un (retiré avec Fiorella Mannoia) pour les ventes du single L'amore si odia. Le 26 juin  participe au MTV Days.
Noemi collabore avec Fiorella Mannoia dans l'album Il tempo e l'armonia et participe au Il tempo e l'armonia tour. Le 1er octobre la chanteuse participe à la huitième édition du O'Scia, événement organisé par Claudio Baglioni. Dans la même période Noemi prend part à la comédie théâtral Cirque du Cirill (sur le modèle du Cirque du Soleil) de Gabriele Cirilli, et chante en duo avec Neri per Caso dans la chanson Come si cambia de Fiorella Mannoia. Noemi chante aussi le jingle de Radio DeeJay.

### Vuoto a perdereet le deuxième album
Le 28 janvier 2011 est publié le nouveau single écrit par Vasco Rossi et Gaetano Curreri; la chanson est aussi bande son dans le film Femmine contro maschi de Fausto Brizzi, également réalisateur du clip de Vuoto a perdere: cip réalisé en 3D où les protagonistes sont Carla Signoris et Serena Autieri. Vuoto a perdere rangs la sixième place dans le classement FIMI et la première place dans le classement iTunes; la chanson conquête le disque de platine et le Premio Lunezia.
Le deuxième album de Noemi est publié en mars 2011.

## Noemi et la musique

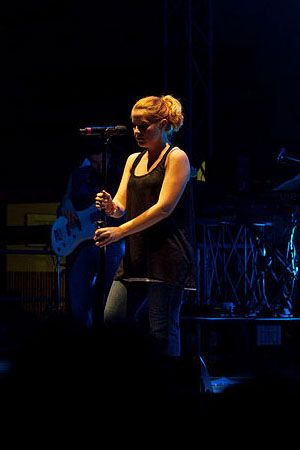
Noemi en concert

### Influences musicales
Noemi préfère la musique blues et rhythm and blues, la chanteuse s'inspire au chanteurs étrangers tels que Aretha Franklin, Robert Johnson, Billie Holiday, Janis Joplin, Erykah Badu, James Brown et Joe Cocker; et au chanteurs italiens tels que Mia Martini, Fiorella Mannoia, Vasco Rossi, Gabriella Ferri, Gaetano Curreri et Mina.

### Voix et personnalité interprétatives
Pendant son adolescence, Noemi a une voix de soprano. Après avoir muée à treize ans, sa voix devient « black » à quatorze ans. À dix-huit ans, elle devient un contralto, qui est le type de voix féminine dont la tessiture est la plus grave. Noemi interprète plus facilement les morceaux des chanteurs anglais.
Considérée comme l'un des talents les plus polyvalents, Noemi chante pop, soul, blues, rhythm and blues, rock et musique d'auteur. La chanteuse a une voix puissante et incisive.
La critique musicale a comparé Noemi à Anastacia, Fiorella Mannoia, Mia Martini, Mina, Gabriella Ferri, Janis Joplin et Aretha Franklin.

## Arca di Noemi: le fan club et l'association
Le fan club officiel da la chanteuse est appelé Arca di Noemi, a été fondé en 2009. Né da la collaboration de la famille de Noemi et de cinq ses amis. Privilèges offerts aux membres: concerts privés, T-shirt, gadgets, accessoires, et autres privilèges.
En 2010 né l'Associazione Culturale Arca di Noemi, association de fait, pas partisane et apolitique, à but non lucratif. Organes: conseil directeur, conseil du arbitres, conseil des examinateurs et assemblée générale.

## Engagement social
Depuis sa création, la chanteuse a participé à de nombreuses initiatives de solidarité et de charité. En mars 2010 devient testimonial de A.I.S.M. (association italienne sclérose en plaques) avec Valentina Vezzali, Antonella Ferrari, Michela Andreozzi et Carolina Di Domenico; Noemi est testimonial aussi en 2011, lorsque est ajoute aussi Marianna Morandi. Plusieurs de ses concerts sont axés sur la charité, la solidarité et la sensibilisation, toujours pleine de Noemi ou avec autres artistes, auxquels la chanteuse a pris part, nous rappelons en particulier Amiche per l'Abruzzo, Concerto per Viareggio, 25e anniversaire de Exodus et VIII édition du O' Scià de Claudio Baglioni. Le 3 mai 2010, Noemi, au cours de la quarantième édition du Premio Simpatia, est récompensée avec l'Oscar Capitolino pour la culture et l'engagement dans la solidarité.

## Discographie

### Album
| Année | Album                            | Classements | Classements | Classements | Certification                  | Exemplaires vendus |
| Année | Album                            | Italie      | Italie      | Europe      | Certification                  | Exemplaires vendus |
| Année | Album                            | FIMI        | iTunes      | Europe      | Certification                  | Exemplaires vendus |
| ----- | -------------------------------- | ----------- | ----------- | ----------- | ------------------------------ | ------------------ |
| 2009  | Sulla mia pelle                  | 3           | 1           | 44          | 2× Platine · 4× Or · 9× Argent | 140 000+           |
| 2010  | Sulla mia pelle (Deluxe Edition) | 3           | 1           | 42          | 2× Platine · 4× Or · 9× Argent | 140 000+           |
| 2011  | RossoNoemi                       | 6           | 1           | —           | 2× Platine · 4× Or · 8× Argent | 120 000+           |
| 2014  | Made in London                   | 2           | —           | —           | —                              | —                  |
| 2016  | Cuore d'artista                  | 6           | —           | —           | —                              | —                  |
| 2018  | La luna                          | 13          | —           | —           | —                              | —                  |
| 2021  | Metamorfosi                      | 17          | —           | —           | —                              | —                  |

### EP
| Année | EP    | Classements | Classements | Classements | Certification     | Exemplaires vendus |
| Année | EP    | Italie      | Italie      | Europe      | Certification     | Exemplaires vendus |
| Année | EP    | FIMI        | iTunes      | Europe      | Certification     | Exemplaires vendus |
| ----- | ----- | ----------- | ----------- | ----------- | ----------------- | ------------------ |
| 2009  | Noemi | 8           | 1           | 97          | 1× Or · 3× Argent | 50 000+            |

### Singles
| Année | Singles                                     | Classements | Classements | Classements | Certification      | Album/EP de provenance           |
| Année | Singles                                     | Italie      | Italie      | Europe      | Certification      | Album/EP de provenance           |
| Année | Singles                                     | FIMI        | iTunes      | Europe      | Certification      | Album/EP de provenance           |
| ----- | ------------------------------------------- | ----------- | ----------- | ----------- | ------------------ | -------------------------------- |
| 2009  | Briciole                                    | 2           | 1           | 51          | 1× Or              | Noemi                            |
| 2009  | L'amore si odia (duo avec Fiorella Mannoia) | 1           | 1           | 34          | 2× Platine · 5× Or | Sulla mia pelle                  |
| 2009  | L'amore si odia (duo avec Fiorella Mannoia) | 1           | 1           | 34          | 2× Platine · 5× Or | Ho imparato a sognare            |
| 2010  | Per tutta la vita                           | 1           | 1           | 42          | 1× Platine · 3× Or | Sulla mia pelle (Deluxe Edition) |
| 2010  | Vertigini                                   | —           | 1           | —           | —                  | Sulla mia pelle (Deluxe Edition) |
| 2011  | Vuoto a perdere                             | 6           | 1           | 47          | 1× Platine · 3× Or | RossoNoemi                       |
| 2011  | Odio tutti i cantanti                       | —           | 1           | —           | —                  | RossoNoemi                       |
| 2011  | Poi inventi il modo                         |             | 1           |             |                    | RossoNoemi                       |

### Collaborations
| Année | Chanson                       | En collaboration avec                 | Album/DVD                             |
| ----- | ----------------------------- | ------------------------------------- | ------------------------------------- |
| 2009  | L'amore si odia               | Fiorella Mannoia                      | Sulla mia pelle                       |
| 2009  | L'amore si odia               | Fiorella Mannoia                      | Sulla mia pelle (Deluxe Edition)      |
| 2009  | L'amore si odia               | Fiorella Mannoia                      | Ho imparato a sognare                 |
| 2009  | L'amore si odia               | Fiorella Mannoia                      | Ho imparato a sognare - Dvd           |
| 2009  | Quanto ti voglio              | Claudio Baglioni et Gianluca Grignani | Q.P.G.A.                              |
| 2010  | Quanto ti voglio              | Claudio Baglioni et Gianluca Grignani | Q.P.G.A. Filmopera                    |
| 2010  | Il mio canto libero           | Amiche per l'Abruzzo                  | Amiche per l'Abruzzo                  |
| 2010  | L'amore si odia acustico live | Fiorella Mannoia                      | Il tempo e l'armonia                  |
| 2010  | L'amore si odia acustico live | Fiorella Mannoia                      | Il tempo e l'armonia (Deluxe Edition) |
| 2010  | Come si cambia                | Neri per Caso                         | Donne                                 |
| 2011  | La promessa                   | Stadio                                | Diamanti e caramelle                  |

### Compilation
2009
- X Factor Anteprima Compilation 2009 avec Albachiara ;
- X Factor Finale Compilation 2009 avec La costruzione di un amore ;
- Hit Mania Estate 2009 avec Briciole ;
- MTV Summer Song avec Briciole ;
- Estahits '09 avec Briciole ;
- Strike! avec L'amore si odia (avec Fiorella Mannoia).

2010
- Super Sanremo 2010 avec Per tutta la vita ;
- Radio Italia Estate avec Briciole ;
- TRL On the Road avec Per tutta la vita ;
- Radio Italia Top 2010 avec Vertigini.

2011
- Love... per sempre avec La costruzione di un amore ;
- Je t'aime 2011 avec Per tutta la vita ;
- Maschi contro femmine - Femmine contro maschi avec Vuoto a perdere ;
- Maschi contro femmine - Femmine contro maschi avec L'amore si odia (avec Fiorella Mannoia) ;
- Radio Italia - Mi piace avec Il cielo in una stanza ;
- Wind Music Awards 2011 avec Vuoto a perdere;
- Radio Italia Top Estate 2011 avec Odio tutti i cantanti.

### Vidéo musicale
| Année | Vidéo musicale                          | Rôle           | Réalisateur      | Durée        | Album/EP de provenance           |
| ----- | --------------------------------------- | -------------- | ---------------- | ------------ | -------------------------------- |
| 2009  | Briciole                                | Protagoniste   | Gaetano Morbioli | 3 min : 43 s | Noemi                            |
| 2009  | L'amore si odia (avec Fiorella Mannoia) | Coprotagoniste | Gaetano Morbioli | 3 min : 17 s | Sulla mia pelle                  |
| 2009  | L'amore si odia (avec Fiorella Mannoia) | Coprotagoniste | Gaetano Morbioli | 3 min : 17 s | Ho imparato a sognare            |
| 2010  | Per tutta la vita                       | Narratrice     | Gaetano Morbioli | 3 min : 22 s | Sulla mia pelle (Deluxe Edition) |
| 2011  | Vuoto a perdere                         | Narratrice     | Fausto Brizzi    | 4 min : 03 s | RossoNoemi                       |
| 2011  | Odio tutti i cantanti                   | Protagoniste   | Noemi            | 4 min : 20 s | RossoNoemi                       |

Avec la participation de Noemi
- 2006 - Dimmi come passi le notti (avec sa sœur Arianna) de Pier Cortese.

### DVD
Avec la participation de Noemi
- 2009 - Ho imparato a sognare (CD + DVD) de Fiorella Mannoia ;
- 2009 - Q.P.G.A. Filmopera (2 DVD) de Claudio Baglioni ;
- 2010 - Amiche per l'Abruzzo (2 DVD) de AA.VV. ;
- 2010 - Il tempo e l'armonia (CD + DVD) de Fiorella Mannoia ;
- 2010 - Il tempo e l'armonia (Deluxe Edition) (2 CD + 1 DVD) de Fiorella Mannoia ;
- 2011 - Femmine contro maschi (DVD) de Fausto Brizzi.

### Bande son
- 2011 - Vuoto a perdere dans le film Femmine contro maschi de Fausto Brizzi.

## Prix décernés

### 2009
- Certification le plus élevé pour l'EP Noemi :  Or ;
- Wind Music Awards comme la plus prometteura jeune talent italienne ;
- Certification le plus élevé pour le single Briciole :  Or.

### 2010
- Certification le plus élevé pour le single Per tutta la vita:  Platine ;
- Wind Music Awards élevé pour les ventes du album Sulla mia pelle ;
- Wind Music Awards pour les ventes du single L'amore di odia (avec Fiorella Mannoia) ;
- Wind Music Awards pour les ventes du single Per tutta la vita.

### 2011
- Certification le plus élevé pour l'album Sulla mia pelle:  2 × Platine ;
- Certification le plus élevé pour l'album RossoNoemi:  2 × Platine ;
- Wind Music Awards élevé pour les ventes du album Sulla mia pelle ;
- Wind Music Awards élevé pour les ventes du album RossoNoemi ;
- Ruban d'argent pour Vuoto a perdere ;
- Certification le plus élevé pour le single Vuoto a perdere:  Platine ;
- Premio Lunezia pour le single Vuoto a perdere ;
- Certification le plus élevé pour le single L'amore di odia:  2 × Platine (avec Fiorella Mannoia).

## Festival de San Remo
- Festival de San Remo 2010 avec Per tutta la vita: finaliste.

## Tournée
| Année       | Titres de la tournée             | Nombre de concerts | Pays            | Album/EP à promouvoir            |
| ----------- | -------------------------------- | ------------------ | --------------- | -------------------------------- |
| 2009        | Noemi tour                       | 23                 | Italie          | Noemi                            |
| 2009 - 2010 | Sulla mia pelle tour (partie I)  | 22                 | Italie          | Sulla mia pelle                  |
| 2010        | Sulla mia pelle tour (partie II) | 53                 | Italie Slovénie | Sulla mia pelle (Deluxe Edition) |

### Autres tournée
- 2009
  - Greatest hits tour 2009 supporter de Simply Red ;
  - MTV Mobile tour 2009 ;
  - X Factor tour ;
  - Cornetto Free Music Tour ;
  - Radionorba Battiti live tour 2009 ;
  - Coca Cola Live @ MTV - The Summer Song ;
  - Trl - Total Request Live on tour 2009.
- 2010
  - Ho imparato a sognare tour avec Fiorella Mannoia ;
  - Tour Europe indoor supporter open act de Vasco Rossi ;
  - Radio Bruno estate tour ;
  - Lucca Summer Festival supporter de Seal ;
  - Correnti musicali (tour Enel) avec Patty Pravo ;
  - Radionorba Battiti live tour 2010 ;
  - Spiaggia 101 tour 2010 ;
  - Il tempo e l'armonia tour avec Fiorella Mannoia ;
  - O'Scià - VIII edition de Claudio Baglioni ;
  - Diluvio universale tour avec Stadio.
- 2011
  - Heineken Jammin' Festival 2011 ;
  - Vasco Live Kom 011 supporter de Vasco Rossi ;
  - MTV Days 2011 ;
  - Sete di Radio Tour ;
  - Radio Italia tour ;
  - [Radio Bruno estate tour ;
  - Festivalshow ;
  - Radio Cuore tour.

## Band
- Emanuele (Lele) Fontana (clavier et hammond): par Noemi tour à présent ;
- Claudio Storniolo (piano): par Sulla mia pelle tour (partie II) à présent ;
- Gabriele Greco (basse et contrebasse): par Sulla mia pelle tour (partie II) à présent ;
- Bernardo Baglioni (guitare): par Sulla mia pelle tour (Partie II) à présent ;
- Donald Renda (batterie et cajón): par Noemi tour à présent.

## Autres activités
Auteure de vidéo-clip
- 2011 - Odio tutti i cantanti

Théâtre
- 2006/2007 - Donna Gabriella e i suoi figli de Gabriele Cirilli ;
- 2010 - Cinque du Cirill de Gabriele Cirilli.

Écrivain
- 2010/présent - Panorama ;
- 2010/présent - Il Blasco de Vasco Rossi.

Publicité télévisée
- 1983 - Pampers ;
- 2010/2011 - A.I.S.M. (association italienne sclérose en plaques).

Doublage
- 2010 - court métrage de Stefano Argentero.

Designeuse
- 2010/présent - sa merchandising.

Reporter
- 2002/2005 - Nessuno TV (rebaptisé RED TV).

Jingle
- 2010 - Radio DeeJay.